# NGC 1603
NGC 1603 este o galaxie lenticulară situată în constelația Eridanul. A fost descoperită în 14 ianuarie 1849 de către William Parsons, 3rd Earl of Rosse⁠(d). Se află la o distanță de 67,3 de megaparseci de Pământ.